# Eva Bourke
Eva Bourke (* 28. Juli 1946) ist eine deutsche Schriftstellerin und Übersetzerin, die in Irland lebt.

## Leben
Eva Bourke, geboren in Deutschland, lebt in Irland. Sie studierte Germanistik und Kunstgeschichte in München. Sie ist Lyrikerin und Übersetzerin. Sie hat acht Lyrikbände veröffentlicht sowie Übersetzungen deutscher und irischer Lyriker. Sie unterrichtete in der Kreativen Schreibwerkstatt an der Universität von Massachusetts und im Master in Writing Programm an der Universität von Galway. Ihre Kinder Miriam de Burca und Benjamin de Burca sind beide bekannte irische Künstler. Eva Bourke erhielt eine Reihe von Auszeichnungen und im Jahr 2022 den Michael Hartnett Preis für Lyrik. Sie ist Mitglied von Aosdána, der irischen Künstlerakademie.

## Werke (Auswahl)
- Gonella. Illustrationen Jay Murphy. Galway : Salmon, 1985
- Litany for the pig : poems. Illustrationen Jay Murphy. Galway : Salmon, 1989
- Spring in Henry Street. Dublin : Dedalus Press, 1996
- Travels with Gandolpho. Dublin : Dedalus Press, 2000
- The Latitude of Naples. Dublin : Dedalus Press, 2005
- piano. Dublin : Dedalus Press, 2011
- Seeing Yellow. Dublin : Dedalus Press, 2018
- Tattoos, Dublin : Dedalus Press, 2024

Anthologien
- mit Borbála Farago (Hrsg.): Landing Places: Immigrant Poets in Ireland. 2010
- mit Vincent Woods (Hrsg.): Fermata: Writings Inspired by Music. 2016

Übersetzungen
- mit Eoin Bourke (Hrsg.): Hundsrose. Neue irische Gedichte. Übersetzung Friedrich Michael Dannenbauer. Augsburg : Maro, 1985, ISBN 978-3-87512-061-5
- 'Mit grüner Tinte / With Green Ink. contemporary Irish poetry. Bamberg : Collibri, 1996
- Elisabeth Borchers: Winter auf weißem Blatt - Winter on White Paper. Dublin : Poetry Europe Series, 2002
- Moya Cannon: A Private Country / Ein privates Land. Gedichte. Übersetzung aus dem Englischen Eva Bourke, Eric Giebel. Dortmund : edition offenes feld, 2017, ISBN 978-3-7448-7523-3
- 'A Youth in Germany' by: Ernst Toller. Translated by: Eoin Bourke and Eva Bourke. Edited by: Christiane Schönfeld; Lisa Marie Anderson. Peterborough, Ontario: Broadview Press, 2024